# Funduskörtlar

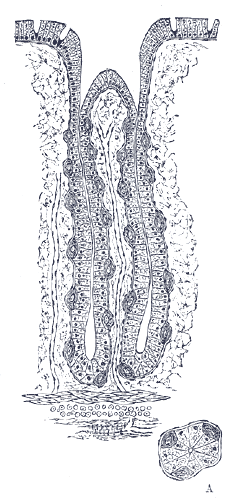
En funduskörtel i transveralsnitt.

Fundus körtlar återfinns i corpus samt fundus i magsäcken
Körtlarna är enkla tuber, två eller fler som öppnas upp i en gemensam gång.
Funduskörtelpolyper är ett medicinsk syndrom där fundus i magsäcken utvecklar flera polyper.

## Typer av celler
| Lokalisation | Namn                   | Beskrivning | Utsöndring                   | Staining  |
| Istmus       | Mukösa halsceller      | Nära magsäckslumen. | Mukösa gellagret (Mucin)     | Klara     |
| Nacke        | Parietalceller         | Mellan huvudcellerna och basalmembranet, större ovala celler, med en djupare infärgning med eosin (ser lite ut som ett stekt ägg). Dessa celler finns insprängda i huvudcellerna.                                                     | Magsaft och intrinsic factor | Acidofila |
| Basen        | Huvudceller            | Många av cellerna i basen av körteln är huvudceller och dessa färgas lite gråaktigt i cytoplasman. | pepsinogen och rennin        | Basofila  |
| Basen        | Enteroendokrina celler | G-celler är en typ av enteroendokrina celler som insöndrar gastrin. Gastrin ger sekrition av pepsinogen från huvudcellerna, magsaft från parietalcellerna och ger upphov till kontraktioner i magsäcken för att blanda om innehållet. | hormoner                     | -         |

## Ytterligare bilder

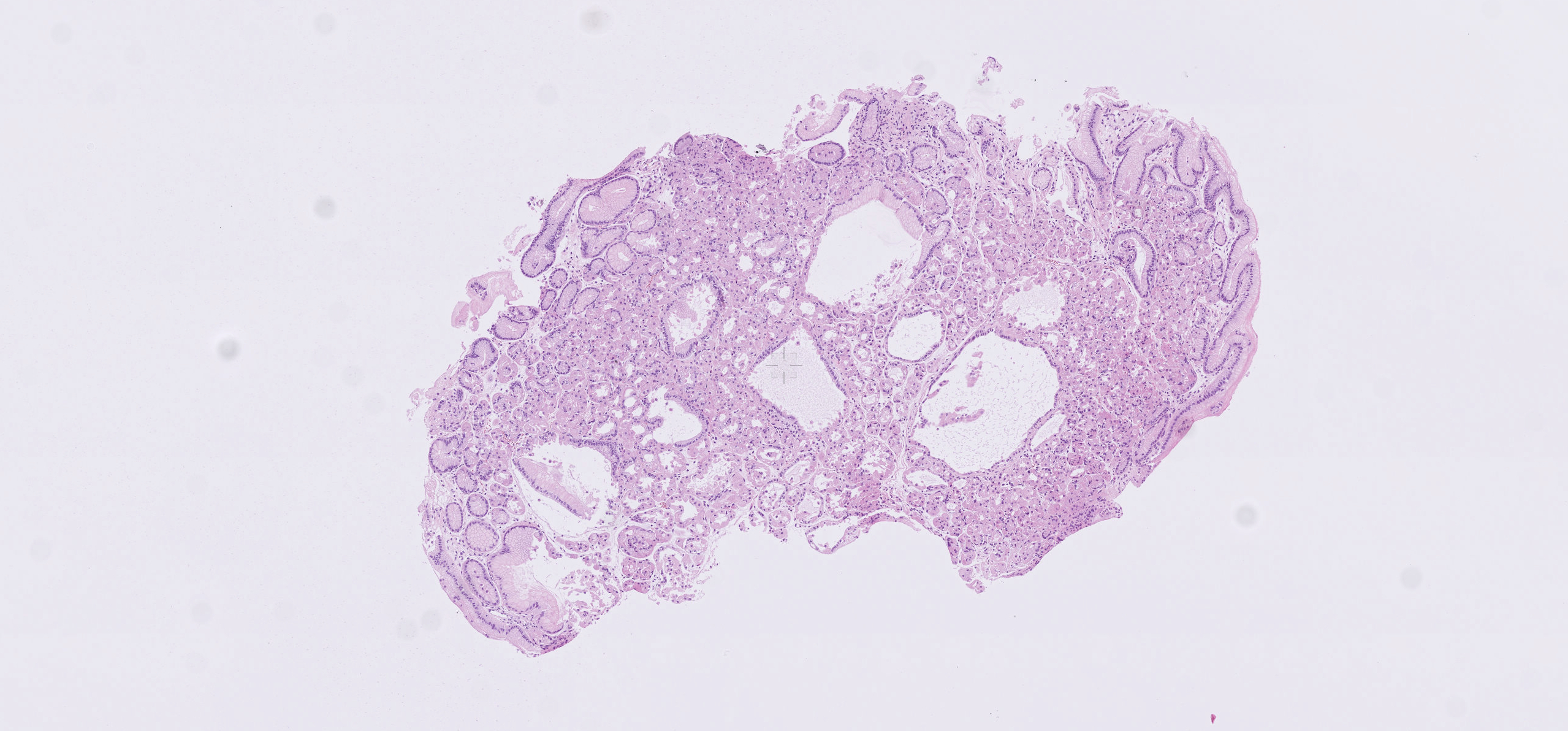
Hematoxylin-eosin-infärgning av en funduskörtelpolyp.
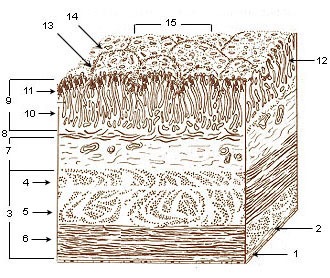
Magsäckens lager.